# Caprella mutica
Caprella mutica é uma espécie de camarão-esqueleto pertencente à família Caprellidae [en]. Esses crustáceos são relativamente grandes, atingindo até 50 mm de comprimento, e apresentam dimorfismo sexual, com machos geralmente maiores que as fêmeas. São caracterizados por seus primeiros e segundos segmentos torácicos [en] cobertos de cerdas, além de fileiras de espinhos no corpo. A coloração varia de verde a vermelho ou azul, dependendo do ambiente. São onívoros altamente adaptáveis, alimentando-se de forma oportunista, e servem como importante fonte de alimento para peixes, caranguejos e outros predadores maiores. Geralmente, vivem em colônias densas aderidas a estruturas artificiais submersas, algas flutuantes e outros organismos.
Nativo de águas rasas e protegidas do mar do Japão, o C. mutica tornou-se uma espécie invasora em apenas 40 anos, espalhando-se pelo Atlântico Norte, Pacífico Norte e costas da Nova Zelândia. Acredita-se que sua introdução acidental ocorreu por meio do tráfego marítimo global e da aquicultura. Fora de sua região nativa, o C. mutica é frequentemente sinantrópico, sendo encontrado em grandes quantidades em áreas de atividade humana. Seu impacto ecológico e econômico como espécie invasora é desconhecido, mas representa uma ameaça às populações nativas de camarões-esqueleto nas regiões afetadas.

## Descrição
Como todos os camarões-esqueleto, o Caprella mutica possui corpo esguio com apêndices alongados, o que inspira os nomes populares “camarão-esqueleto” ou “camarão-fantasma”. Sua postura ereta ao se alimentar lembra insetos-pau ou “louva-a-deus famintos”. A coloração varia entre verde translúcido, marrom, creme, laranja, vermelho escuro, roxo e até turquesa, conforme o substrato. As bolsas de cria das fêmeas apresentam manchas vermelhas. É um anfípode relativamente grande, com machos atingindo em média 25 a 30 mm, podendo chegar a 50 mm. As fêmeas, por sua vez, medem em média 15 a 20 mm.
O corpo é dividido em três partes: cefalão [en] (cabeça), torax [en] e abdômen. O pereon constitui a maior parte do corpo, sendo dividido em sete segmentos chamados pereonitos. O cefalão, arredondado e liso, é fundido ao primeiro pereonito, enquanto o abdômen, altamente reduzido e quase invisível, está ligado à parte posterior do sétimo pereonito. Nos machos, os dois primeiros pereonitos são alongados, sendo o segundo o mais longo, coberto densamente por cerdas [en], conferindo uma aparência peluda. O segundo pereonito também possui dois a três pares de espinhos na parte dorsal e dois pares nas laterais, próximos à base dos membros. Os pereonitos restantes (terceiro ao sétimo) não apresentam cerdas densas. O terceiro pereonito tem sete pares de espinhos dorsais, o quarto tem oito pares, ambos com três a sete pares de espinhos próximos à base das brânquias. O quinto pereonito possui cinco pares de espinhos dorsais e um par lateral. O sexto e sétimo pereonitos têm dois pares de espinhos dorsais, localizados no centro e próximo à parte posterior. As fêmeas diferem dos machos por terem pereonitos mais curtos, sem cerdas densas, e o cefalão e o primeiro pereonito possuem um par de espinhos cada, embora possam estar ausentes.

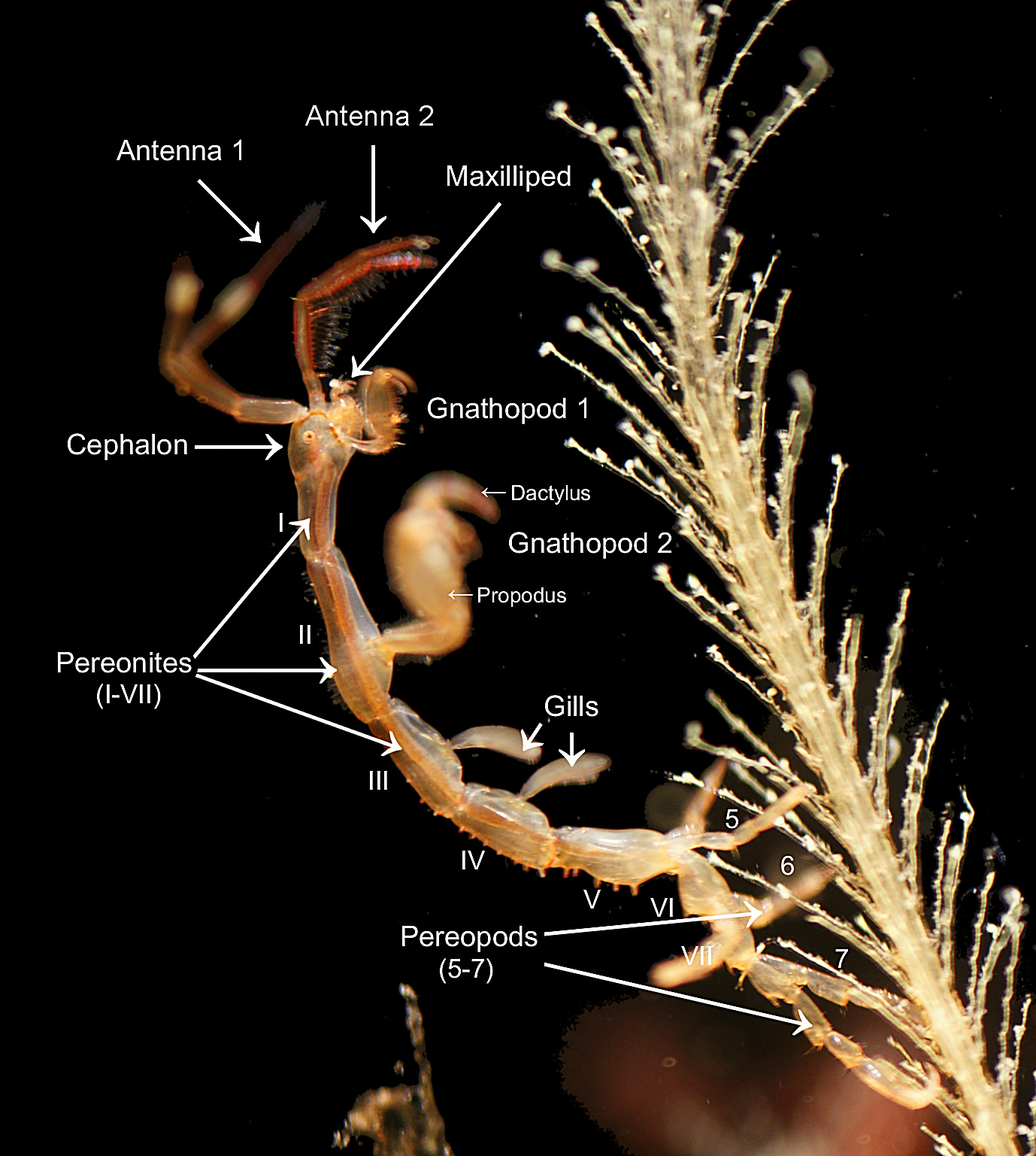
Morfologia de Caprella mutica (macho)

Como outros crustáceos, o C. mutica possui dois pares de antenas, sendo o primeiro par (externo) com mais da metade do comprimento total do corpo. Os segmentos do pedúnculo são três vezes mais longos que os flagelos (extremidades das antenas). Os flagelos têm 22 segmentos cada. O segundo par de antenas (interno) é menor que a metade do primeiro, com duas fileiras de cerdas longas nas superfícies ventrais dos segmentos do pedúnculo. Mandíbulas [en] e maxilas [en] estão presentes na superfície ventral anterior do cefalão. Maxilípedes, apêndices modificados, também funcionam como partes bucais acessórias.
Os apêndices dos pereonitos são chamados pereópodes [en]. Os dois primeiros pares são gnatopodes, apêndices raptoriais modificados que lembram braços de louva-a-deus. Os gnatopodes são divididos em duas partes que se dobram: o propódio (“antebraço”) e o dactilo (“dedo”). O primeiro par de gnatopodes é menor e surge próximo aos maxilípedes, com duas espinhas nas margens internas do propódio e bordas serrilhadas nos propódios e dactilos. O segundo par é muito maior, com duas espinhas grandes nas margens interna e superior da palma do propódio. A espinha superior, chamada “espinha venenosa” ou “dente venenoso”, pode ser igual ou maior que a espinha inferior (“espinha de fechamento”). Apesar do nome, não está claro se a espinha venenosa é venenosa, embora possa causar ferimentos letais em pequenos organismos. Estudos recentes associam as espinhas a poros que podem levar a glândulas produtoras de toxinas.
Os dactilos são curvos, em forma de cimitarra, e poderosos. O segundo par de gnatopodes é densamente coberto por cerdas, enquanto o primeiro par possui cerdas apenas nas margens posteriores. Os terceiro e quarto pereópodes estão ausentes, sendo substituídos por dois pares de brânquias ovais alongadas nos terceiro e quarto pereonitos. Em fêmeas maduras, desenvolvem-se bolsas de cria nos terceiro e quarto pereonitos, formadas por oostegitos – expansões em forma de placas a partir dos segmentos basais (coxas) dos apêndices. Os quinto a sétimo pereópodes funcionam como apêndices de agarre, com dois espinhos nas margens internas dos propódios. O sétimo par é o mais longo, seguido pelo sexto e quinto pares.
O C. mutica é semelhante ao Caprella acanthogaster [en], também nativo das águas do leste asiático. A distinção entre as espécies pode ser difícil devido à variação morfológica nos machos. O Caprella mutica é identificado pelas cerdas nos primeiro e segundo pereonitos (lisos em Caprella acanthogaster) e pelo formato oval alongado das brânquias (lineares em C. acanthogaster).

## Taxonomia e nomenclatura
O Caprella mutica foi descrito em 1935 por A. Schurin a partir de espécimes coletados no golfo de Pedro, o Grande no mar do Japão. Pertence ao gênero Caprella [en] na subfamília Caprellinae [en] da família Caprellidae [en], um grupo de anfípodes altamente especializados conhecidos como camarões-esqueleto. Os caprelídeos são classificados na superfamília Caprelloidea [en] da infraordem Caprellida [en].
Em japonês, é conhecido como koshitoge-warekara (“camarão-esqueleto de cintura espinhosa”). Na Holanda e Bélgica, onde as primeiras populações invasoras na Europa foram descobertas, é chamado de machospookkreeftje em flamengo (literalmente “camarão-fantasma macho”). O nome deriva do sinônimo júnior (nome inválido) Caprella macho, aplicado em 1995 por Dirk Platvoet et al., que inicialmente acreditavam ser uma nova espécie. “Macho” é uma referência humorística ao “peito peludo” característico dos machos. O nome Caprella acanthogaster humboldtiensis, outro sinônimo inválido, foi aplicado a espécimes de Caprella mutica coletados na baía de Humboldt [en], Califórnia, por Donald M. Martin em 1977. Espécimes coletados no Firth of Clyde, Escócia, em 1999, foram inicialmente identificados como Caprella tuberculata [en], mas posteriormente confirmados como Caprella mutica introduzidos.

## Ecologia e biologia
O Caprella mutica habita corpos de água marinha rasos e protegidos. Geralmente, forma colônias densas aderidas a estruturas artificiais submersas, macroalgas marinhas e outros organismos. São onívoros detritívoros, mas adaptam-se a outros métodos de alimentação dependendo da disponibilidade de alimentos. São predados por peixes, caranguejos e outros predadores.
O C. mutica é encontrado em regiões temperadas e subárticas, não tolerando temperaturas acima de 28,3 °C. Morre em cinco minutos se exposto a 40 °C e, em temperaturas abaixo de -1,9 °C, fica imobilizado ou em animação suspensa. A tolerância à salinidade não vai abaixo de 15 psu, sendo incapaz de sobreviver em habitats de água doce. Em seus habitats nativos, pode sobreviver em salinidades tão baixas quanto 11 psu. É sensível à exposição ao ar, morrendo em uma hora fora d’água.
O C. mutica reproduz-se durante todo o ano, com picos no verão. Os machos são altamente agressivos, competindo pelas fêmeas menores. As fêmeas produzem em média 40 ovos, incubados por cerca de 5 dias a 22 °C na bolsa de cria. Após a eclosão, atingem a maturidade sexual em 21 a 46 dias. Em laboratório, a expectativa de vida média é de 68,8 dias para machos e 82 dias para fêmeas.

### Habitat
No seu habitat nativo, o C. mutica ocupa as zonas infralitoral (ou nerítica) e litoral de corpos de água protegidos, a profundidades de 0,7 a 13 m. Pode passar toda a vida aderido a um substrato em posição ereta. Esses substratos, geralmente flutuantes, têm estruturas filamentosas, folhosas, ramificadas ou semelhantes a gramados, com a mesma cor do corpo para camuflagem e transporte. O C. mutica é um nadador fraco, movendo-se predominantemente em um movimento ondulante semelhante a uma lagarta de geômetra. Só abandona o substrato se agitado. Populações em diferentes substratos exibem colorações distintas no exoesqueleto, sugerindo adaptação cromática, embora o mecanismo seja desconhecido.
Entre os substratos nativos mais comuns estão leitos e aglomerados flutuantes de macroalgas como Sargassum muticum [en], Sargassum miyabei [en], Sargassum pallidum [en], Neorhodomela larix [en], Polysiphonia morrowii [en], Cystoseira crassipes [en], Laminaria japonica [en], Chondrus spp. e Desmarestia viridis [en]; além de plantas marinhas (como ervas marinhas do gênero Zostera), hidrozoários e briozoários.
Em áreas introduzidas, preferem organismos com estruturas que favoreçam a camuflagem, como macroalgas (Ulva lactuca, Ceramium spp., Plocamium [en] spp., Cladophora spp., Chorda filum [en], Fucus vesiculosus, Pylaiella [en] spp. e Sargassum muticum introduzido); hidrozoários (Obelia [en] spp. e Tubularia indivisa [en]); briozoários; anfípodes construtores de tubos (Monocorophium acherusicum [en] e Jassa marmorata [en]); e até tunicados de corpo mole (Ascidiella aspersa [en] e Ciona intestinalis).
Em seus alcances nativo e introduzido, o Caprella mutica é sinantrópico, sendo abundante em comunidades de incrustação [en] em estruturas artificiais como cordas submersas, redes de pesca, estacas, cais, boias [en], equipamentos de aquicultura, plataformas de petróleo, cascos de navios e até fazendas eólicas offshore. Em áreas introduzidas, especialmente na Europa, são encontrados principalmente, ou até exclusivamente, em estruturas artificiais.
O C. mutica pode atingir densidades extremamente altas em estruturas artificiais nas áreas introduzidas. Um levantamento em baía de Chaleur, Quebec, revelou 468.800 indivíduos por 1 m²; em Baía de Dunstaffnage, Firth of Lorn [en], Escócia, foram registrados 319.000 indivíduos por 1 m². Em habitats nativos, a densidade máxima é de 1.220 a 2.600 indivíduos por 1 m². As populações atingem picos no final do verão (agosto a setembro) e declinam acentuadamente no inverno.

### Dieta e predadores
O Caprella mutica é um onívoro altamente adaptável e oportunista. A análise do conteúdo estomacal revela uma dieta variada, dependendo do substrato. São predominantemente detritívoros, mas ajustam os métodos de alimentação, atuando como pastoreadores, catadores, filtradores ou até predadores, conforme o ambiente. Filtram partículas ou pequenos organismos da água, movendo o corpo para frente e para trás, com as cerdas das antenas esticadas. Depois, limpam as partículas capturadas, levando as antenas à boca. Também usam as antenas para raspar partículas do corpo ou do substrato. Os gnatopodes são usados para capturar presas móveis ou sésseis. As presas incluem algas (planctônicas e macroalgas), dinoflagelados, hidrozoários, briozoários, diatomáceas, copépodes, artêmias e outros anfípodes. Alimentam-se de partículas orgânicas suspensas, incluindo ração para peixes e matéria orgânica em decomposição. Também praticam canibalismo em indivíduos mortos ou moribundos da própria espécie ou gênero.
Como outros caprelídeos, são predados principalmente por peixes e caranguejos. Em habitats nativos, predadores incluem o caranguejo costeiro Carcinus maenas e o peixe Ctenolabrus rupestris [en]. Outros predadores incluem nudibrânquios, estrelas-do-mar, vermes nemertinos, anêmonas-do-mar e hidrozoários. São uma fonte alimentar valiosa devido aos altos níveis de ácidos graxos poli-insaturados e carotenoides. Formam um elo importante na cadeia alimentar entre plâncton e peixes maiores. Sua abundância e crescimento rápido os tornam um recurso potencial para ração em aquicultura. Populações introduzidas tornaram-se parte significativa da dieta de peixes selvagens e de cultivo.

### Reprodução e história de vida
Populações selvagens de C. mutica apresentam mais fêmeas que machos, possivelmente devido à alta mortalidade masculina causada pela defesa agressiva das fêmeas. O maior tamanho e visibilidade dos machos os tornam alvos mais vulneráveis para predadores visuais, como peixes. São estrategistas r, reproduzindo-se o ano todo, com picos no verão (março a julho).

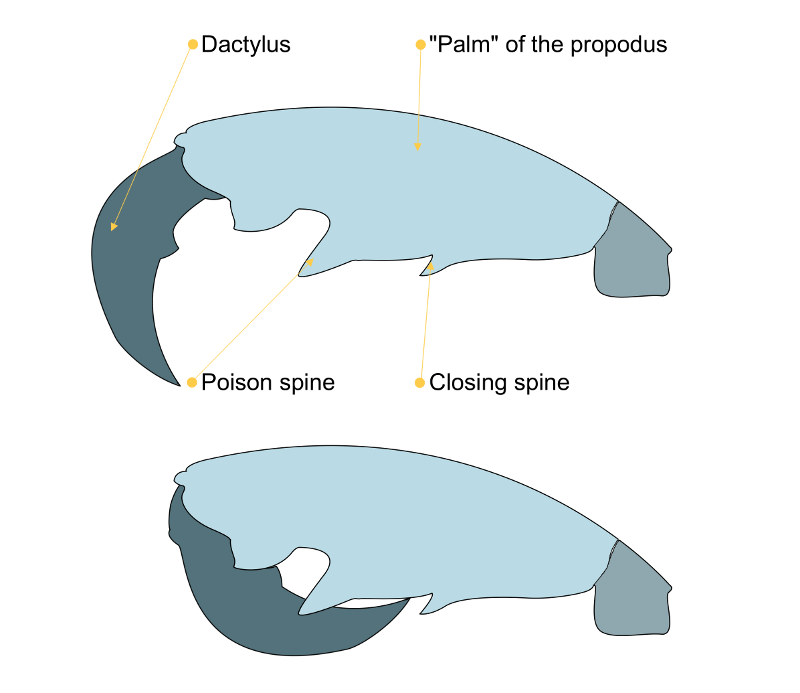
Os gnatopodes dos machos de Caprella mutica são usados em combates agressivos que podem ser letais.

Os machos exibem competição sexual e comportamento de corte, engajando-se em “lutas de boxe” com o segundo par de gnatopodes, que podem ser letais, usando os dentes venenosos para ferir adversários. As fêmeas só acasalam após a ecdise.
O amplexo dura de 10 a 15 minutos. Após o acasalamento, os machos defendem as fêmeas por cerca de 15 minutos, até que elas exibem comportamento agressivo para afastá-los. As fêmeas depositam ovos fertilizados nas bolsas de cria, permanecendo agressivas durante o período de incubação, protegendo os embriões.
Uma bolsa de cria pode conter de 3 a 363 ovos, com média de 74. Fêmeas maiores produzem mais ovos. Os ovos incubam por 30 a 40 dias. Os filhotes, sem estágio larval planctônico, assemelham-se a adultos em miniatura, medindo 1,3 a 1,8 mm ao nascer, crescendo de 0,4 a 0,9 mm por instar.
O C. mutica amadurece rapidamente, com mudas semanais até o quinto instar, quando ocorre diferenciação sexual. As mudas subsequentes (sétimo a nono instares) ocorrem a cada duas semanas, atingindo a maturidade sexual entre 21 e 46 dias, dependendo das condições ambientais. Em populações selvagens, isso pode levar até seis meses para filhotes nascidos no final do verão. Machos crescem mais rápido após o sétimo instar, enquanto fêmeas produzem sua primeira ninhada no sétimo instar, continuando a se reproduzir até a morte.

## Distribuição e ecologia invasora

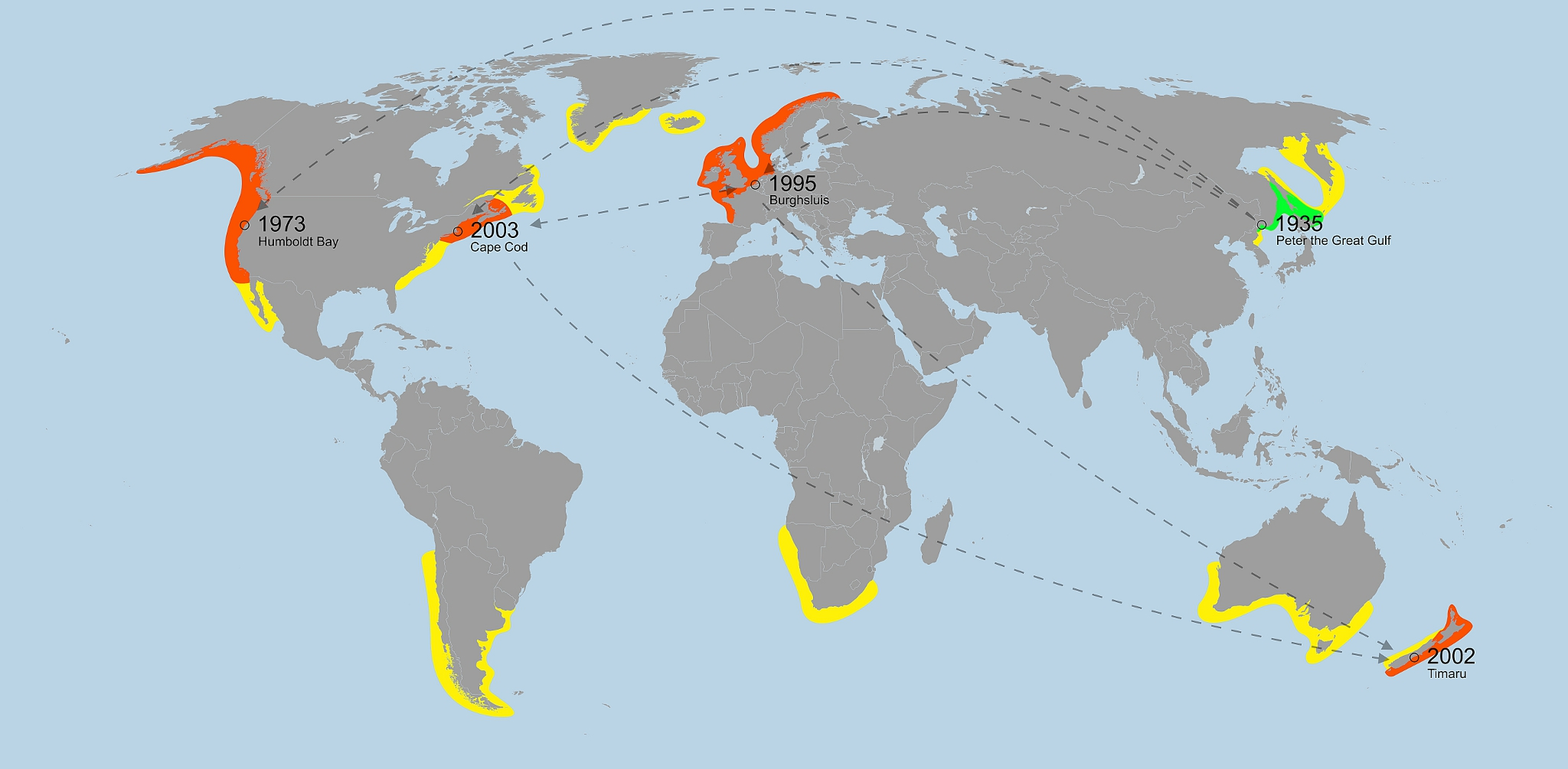
Distribuição global de Caprella mutica:
Locais e datas dos primeiros registros em cada área, com possíveis caminhos de introdução indicados por setas.

O Caprella mutica é nativo das regiões subárticas do mar do Japão, no noroeste da Ásia, sendo inicialmente descoberto no golfo de Pedro, o Grande, na Primorsky Krai, Rússia. Foi redescrito por Ishitaro Arimoto em 1976, que observou sua presença em Hokkaido e regiões próximas. Em apenas 40 anos, espalhou-se globalmente por meio de introduções acidentais, tanto primárias quanto secundárias, via cascos ou água de lastro de navios, equipamentos de aquicultura e transporte de ostras do Pacífico (Crassostrea gigas).
Estudos genéticos do DNA mitocondrial (mtDNA) mostram alta diversidade genética no mar do Japão, confirmando-o como a região nativa. Populações não nativas na América do Norte, Europa e Nova Zelândia apresentam baixa variação genética. A análise de mtDNA sugere que a introdução inicial ocorreu na costa oeste da América do Norte, seguida por introduções na Europa e leste da América do Norte, com subsequente dispersão para portos próximos. A Nova Zelândia provavelmente recebeu populações do Atlântico.

### América do Norte
Os primeiros espécimes fora do alcance nativo foram coletados na baía de Humboldt [en], Califórnia, por Donald M. Martin em 1973, inicialmente identificados como uma subespécie de Caprella acanthogaster (Caprella acanthogaster humboldtiensis). Outros espécimes foram coletados entre 1976 e 1978 no estuário de Oakland [en], Elkhorn Slough [en] e baía de São Francisco. A identificação correta como Caprella mutica foi feita por Dan C. Marelli em 1981. Essas populações, incluindo as de Coos Bay, Oregon, em 1983, foram provavelmente introduzidas por ostras do Pacífico (Crassostrea gigas) importadas do Japão para ostreicultura, transportadas com algas como material de embalagem.
Populações em Puget Sound, Washington, na década de 1970, e em Oregon e Califórnia nos anos 2000, resultaram de atividades de transporte marítimo e dispersão intracosteira.
O C. mutica foi descoberto em Ketchikan, Sitka, Juneau, Cordova, Kodiak, baía de Kachemak [en], Prince William Sound e Unalaska, no Alasca, entre 2000 e 2003, marcando a primeira ocorrência de uma espécie marinha não nativa nas Ilhas Aleutas. Em 2009, foi registrado na Colúmbia Britânica, Canadá, indicando expansão por toda a costa oeste da América do Norte.
Em 2003, levantamentos do Massachusetts Institute of Technology (MIT) Sea Grant na costa atlântica dos Estados Unidos revelaram populações estabelecidas em portos de Connecticut a Maine. No mesmo ano, foram reportados na Baía de Passamaquoddy e baía de Chaleur, em New Brunswick e Quebec, Canadá.

### Europa
Populações de C. mutica na Europa foram detectadas pela primeira vez na Holanda em 1995, durante um inventário de espécies, quando espécimes desconhecidos foram coletados em estruturas artificiais em Neeltje-Jans [en] e na barreira contra tempestades de escalda Oriental, em Burghsluis, Zeeland. Inicialmente, Platvoet et al. identificaram-nos como uma nova espécie, Caprella macho. Posteriormente, foram confirmados como C. mutica introduzidos.
Desde então, populações foram registradas na Bélgica (1998), Noruega (1999), Alemanha (2000), Escócia (2000), Inglaterra (2003), País de Gales (2003), Irlanda (2003), França (2004) e Dinamarca (2005). Essas populações são densas e associadas a áreas de alta atividade humana, provavelmente introduzidas por transporte marítimo e equipamentos de aquicultura dos Estados Unidos e Ásia. Até 2011, não havia registros de C. mutica na península Ibérica, no mar Báltico ou no mar Mediterrâneo.

### Nova Zelândia
O C. mutica foi detectado pela primeira vez na Nova Zelândia no porto de Timaru, Ilha do Sul, em 2002. Foi o primeiro registro no hemisfério sul. Desde então, populações estabelecidas foram encontradas em Porto de Lyttelton [en] (2006), Marlborough Sounds [en] e porto de Wellington [en] (2007). Espécimes foram coletados em cascos de navios em outros portos, sem colônias estabelecidas. Estudos genéticos sugerem introdução secundária de populações do Atlântico via água de lastro em caixas de mar [en] de navios internacionais.

### Impacto
Os impactos ambientais e econômicos das populações introduzidas de C. mutica são desconhecidos. São uma fonte alimentar valiosa para predadores, como peixes. Na Nova Zelândia, tornaram-se parte da dieta do Hippocampus abdominalis [en]. Na Europa, peixes selvagens e de cultivo, como o Limanda limanda [en], o poleiro europeu (Perca fluviatilis) e o salmão do Atlântico (Salmo salar), consomem grandes quantidades de Caprella mutica.
No entanto, seu tamanho maior e comportamento agressivo representam uma ameaça às espécies nativas de camarões-esqueleto. Um estudo de 2009 na região de Helgoland, no mar do Norte, mostrou que o Caprella linearis [en] praticamente desapareceu, sendo substituído pelo Caprella mutica. As populações incrustantes podem causar impactos econômicos menores devido ao custo de sua remoção de equipamentos de aquicultura e cascos de navios.

### Controle
Não há medidas de controle eficazes conhecidas para populações invasoras de C. mutica até 2012. Sugere-se aproveitar as flutuações populacionais sazonais, com esforços de erradicação no inverno, quando as populações estão dormentes e em menor número. Devido à dificuldade de detecção e remoção, o foco provável será a preservação das espécies nativas, em vez da erradicação do C. mutica estabelecido.